# William Wickham
William Wickham (City of Bradford, 11 november 1761 – Brighton, 22 oktober 1840) was een Brits spionnenmeester die tijdens de Franse revolutionaire oorlogen de Britse inlichtingendienst leidde.

## Biografie

### Vroege jaren
William Wickham werd geboren als de zoon van Henry Wickham, een officier in het Britse leger, en Elizabeth Lamplugh. Hij verkreeg zijn scholing op Winchester en Harrow School voor hij ging studeren aan het college van Christ Church van de Universiteit van Oxford. Aldaar raakte hij bevriend met William Wyndham Grenville. Na zijn jaren in Oxford besloot Wikcham om rechten te gaan studeren aan de Universiteit van Genève. In Genève huwde hij met Eleonore Bertrand, de dochter van een professor aan de universiteit. Na zijn terugkeer in Engeland werkte hij enkele jaren als advocaat.

### Magistraat
Door een slechte gezondheid was Wickham genoodzaakt om zijn werk als advocaat op te geven. Hij werkte vervolgens als magistraat in Whitechapel waar hij werd opgepikt door Wyndham Grenville die hem deel liet nemen rondom geheime activiteiten. Zo organiseerde Wickham de surveillance van een radicale Londense groepering door agenten tussen hen in te plaatsen. Via hen kreeg hij de informatie dat deze groepering niet uit was op politieke hervormingen, maar op een revolutie. Hij speelde deze informatie door aan William Pitt waarop de organisatie kon worden opgerold.

### Spionnenwerk
Als beloning voor zijn werk stelde Pitt Wickham aan tot toezichthouder bij het vreemdelingenkantoor, waar hij onder William Henry Cavendish-Bentinck kwam te werken. Hier had hij als taak het toezicht houden op alle vreemdelingen in het land. Daarnaast werkte Wickham samen met Grenville voor het onderscheppen van buitenlandse correspondentie. Door op deze manier verschillende ministeries te overbruggen werd hij in deze periode de beheerder van een gecentraliseerd inlichtingensysteem.
In oktober 1794 stuurde Grenville hem naar Zwitserland om contact te leggen met een mogelijke dubbelspion. Op 1 november arriveerde hij in Bern en na de onderhandelingen die hij had gevoerd besloot Grenville hem in Zwitserland te laten om andere mogelijke contacten met Parijs te onderzoeken. Hij kreeg daar de functie van plenipotentiaris om zijn werkzaamheden te kunnen uitoefenen. Vanuit Zwitserland knoopte Wickham contact aan met de emigrés onder leiding van Lodewijk V Jozef van Bourbon-Condé, die hij tevens subsidieerde. Daarnaast legde hij contact met de Franse generaal Jean-Charles Pichegru, die in onmin was geraakt met zijn eigen regering. Het doel van deze acties was om het instabiele bewind van het Directoire te vervangen voor de Bourbons, maar het plan werd gecompromitteerd.
In 1796 stuurde Wickham geld naar een aantal agenten in Parijs voor een ontsnappingsactie van Sidney Smith uit de Tour du Temple. Na de Franse overwinning in de Slag bij Marengo op 14 juni 1800 nam Wickham ontslag en trok hij zich terug in de Abdij van Kremsmünster. Daar kreeg hij nog brieven van Cavendish-Bentinck om hem te overtuigen uit pensioen terug te keren. In 1801 kwam er tevens een publicatie uit waarin veel van de activiteiten van Wickham in werden geopenbaard waardoor zijn "diplomatieke" carrière erop zat. Het netwerk dat Wickham had opgebouwd werd door de nieuwe premier Henry Addington afgebroken in het kader van zijn vredespolitiek. Hij gaf Wickham vervolgens een functie als Chief Secretary van Ierland.

### Ierland
In Ierland bouwde hij vanuit de Irish Office een tweede inlichtingennetwerk uit. Tijdens een bezoek aan Londen in 1803 grapte Wickham dat er weinig kans was op een opstand in Ierland. Op 23 juli van dat jaar brak de opstand van Robert Emmet uit, terwijl Wickham nog in Londen was. Hij keerde daarop terug naar Dublin. Wickham slaagde er uiteindelijk in om Emmet op te pakken en te berechten. Kort hierop diende hij zijn ontslag in omdat hij overwerkt was en zich niet kon voegen naar de nieuwe politieke lijn in Ierland.

## In populaire cultuur
Als spionnenmeester is William Wickham een terugkerend personage in de boeken van Poldark van Winston Graham. In de gelijknamige televisieserie uit 2015 over deze boekenreeks werd zijn personage vertolkt door de acteur Anthony Calf.